# 장흥 보림사 목조사천왕상
장흥 보림사 목조사천왕상(長興 寶林寺 木造四天王像)은 전라남도 장흥군 보림사에 있는, 조선 시대의 사천왕상이다. 1997년 6월 12일 대한민국의 보물 제1254호로 지정되었다.

## 개요
사천왕은 갑옷을 입고 위엄이 충만한 무인상을 하고 동·서·남·북의 사왕천을 다스리는데, 우리나라에서는 통일신라 초기부터 나타나기 시작하여 조선시대에는 사찰입구에 사천왕문을 세워 모시고 있다. 대웅전을 향하여 오른쪽에는 동방 지국천왕(持國天王)과 북방 다문천왕(多聞天王)이, 왼쪽에는 남방 증장천왕(增長天王)과 서방 광목천왕(廣目天王)이 위치하고 있다.
동방 지국천왕은 호화롭게 장식된 보관을 쓰고 얼굴은 분노한 표정을 하였으며, 복장은 갑옷과 천의(天衣)를 입고 있다. 건장한 체구에 오른손으로 칼자루를 잡고 왼손은 칼끝을 받쳐들고 있다. 북방 다문천왕은 높직한 보관을 쓰고 미소를 띤 인자한 모습으로 선비형의 눈썹과 긴 턱수염에서 부드러운 문인의 모습을 떠올리게 한다. 비파를 들고 있으며, 발 아래에는 힘에 겨운 듯 고통스러워 하는 악귀가 왼쪽다리를 받쳐들고 있다.

## 복장유물
- 보림사사천왕상복장계초심학인문 : 전라남도 유형문화재 제194호
- 보림사사천왕상복장고봉화상선요 : 전라남도 유형문화재 제195호
- 보림사사천왕상복장금강반야론 : 전라남도 유형문화재 제196호
- 보림사사천왕상복장대방광원각수다라료의경 : 전라남도 유형문화재 제197호
- 보림사사천왕상복장대전화상주심경 : 전라남도 유형문화재 제198호
- 보림사사천왕상복장몽산화상육도보설 : 전라남도 유형문화재 제199호
- 보림사사천왕상복장불설사십이장경 : 전라남도 유형문화재 제200호
- 보림사사천왕상복장육경합부 : 전라남도 유형문화재 제201호
- 보림사사천왕상복장언해판화관계불서 : 전라남도 유형문화재 제202호
- 보림사사천왕상복장진언ㆍ의식관계불서 : 전라남도 유형문화재 제203호
- 보림사사천왕상복장선종불서 : 전라남도 유형문화재 제204호
- 보림사사천왕상복장경전불서 : 전라남도 유형문화재 제205호

## 참고 자료
- 장흥 보림사 목조사천왕상 - 국가유산청 국가유산포털